# Leszek Deptuła
Leszek Deptuła (25. února 1953, Zaháň, Polsko – 10. duben 2010, Pečersk, Rusko) byl polský politik.

## Životopis
V roce 1978 absolvoval Fakultu veterinárního lékařství Zemědělské univerzity v Lublinu. V letech 1978 až 2002 pracoval na veterinární klinice v obci Wadowice Dolne. V letech 2002 až 2006 zastával funkci maršálka Podkarpatského vojvodství. Ve volbách v roce 2007 byl zvolen za Polskou lidovou stranu do Sejmu. V roce 2009 neúspěšně kandidoval do Evropského parlamentu.
Pracoval také v zájmové samosprávě jako člen Malopolské a Podkarpatské komory veterinárních lékařů a Národní komory veterinárních lékařů ve Varšavě. Byl ženatý a měl dva syny.
Zemřel při leteckém neštěstí u ruského Smolensku 10. dubna 2010. Posmrtně obdržel Komandérský kříž Řádu Polonia Restituta (Krzyż Komandorski Orderu Odrodzenia Polski). Je pochován ve městě Mielec, v Podkarpatském vojvodství.